# Jean-Antoine Marbot
Jean-Antoine Marbot, také známý jako Antoine Marbot (ʒɑ̃ ɑ̃twan maʁbo; 7. prosince 1754, Altillac – 19. dubna 1800, Janov), byl francouzský generál a politik, který se účastnil francouzských revolučních a napoleonských válek.
V roce 1791 byl ministerstvem Corrèze zvolen zástupcem Zákonodárného národního shromáždění. V letech 1795 až 1799 byl členem Rady starších a byl dvakrát zvolen předsedou této komory, v letech 1797 a 1798. V roce 1799 byl jmenován vojenským guvernérem Paříže.
Byl otcem generálů Adolphe Marbot (1781–1844) a Marcellin Marbot (1782–1854).

## Vyznamenání

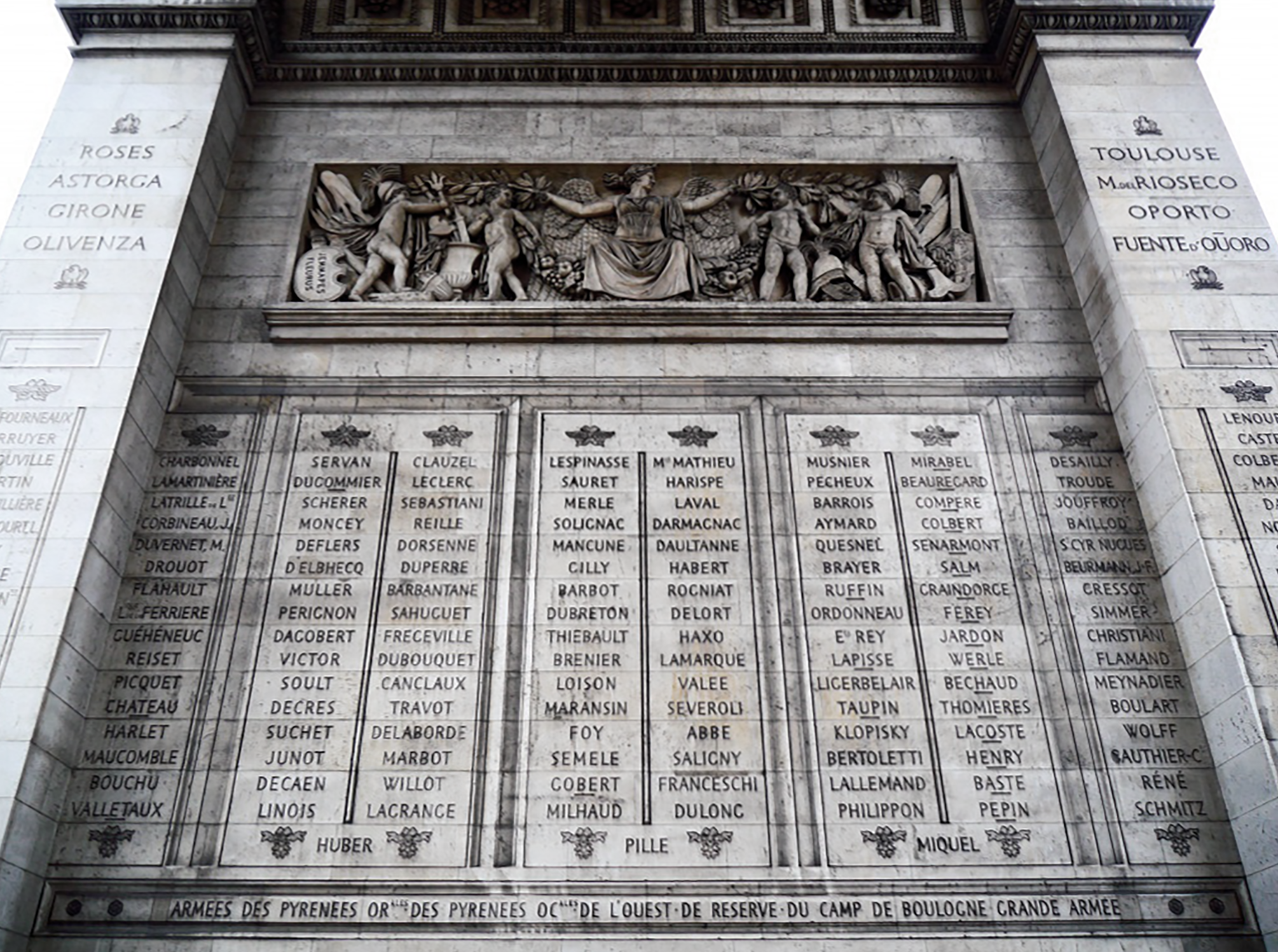
Jméno generála Jeana-Antoina Marbot na Vítězném oblouku v Paříži

Jméno generála Jeana-Antoina Marbot je vyryto na Vítězném oblouku v Paříži (západní pilíř, sloupec 34).